# Мащенко, Владимир Петрович
Владимир Петрович Мащенко (20 ноября 1936; с. Бабстово, Хабаровский край, РСФСР, СССР — 4 июня 1998; Москва, Россия) — советский и российский актёр театра и кино. Заслуженный артист Российской Федерации (1995).

## Биография
Родился 20 ноября 1936 года в селе Бабстово Хабаровского края.
В 1956 году переехал жить и работать в Москву, где молодой человек поступил на актёрский факультет Театрального училища имени М. С. Щепкина при Малом театре на курс В. И. Цыганкова. В 1960 году завершил обучение и пошёл служить различным театрам, но удержался в 1965 году на долгие годы лишь в единственном театре, в Московском драматическом театре им М. Н. Ермоловой, в котором прослужил до конца своих дней, до 1998 года.
Ушёл из жизни 4 июня 1998 года в Москве по причине инсульта. После того, как почувствовал себя плохо в столовой театра М. Н. Ермоловой, где проходила по мимо перерыва очередная репетиция, Мащенко упал и потерял сознание, но спустя четыре дня, так и не приходя в себя, скончался в реанимации. Похоронен вместе с супругой в одной могиле на Хованском кладбище.

### Личная жизнь
Был дважды женат. Вторую супругу звали Галина Мугдусиева.

## Фильмография
- 1963 — Сотрудник ЧК — белый офицер в бильярдной
- 1963 — Теперь пусть уходит — репортёр
- 1965 — Война и мир (1 фильм — Ипполит Курагин); (2 фильм — эпизод)
- 1968 — Наташа — участие
- 1969 — Страницы живые — чтец
- 1970 — День мира и войны — участие
- 1970 — Моё открытие Америки — участие
- 1970 — Послание вечности — Бубнов
- 1970 — Севастополь — Винцент
- 1971 — Повесть о днях Василия Гулявина — комиссар Строёв
- 1972 — Теория невероятности — сумасшедший музыкант
- 1974 — Время и семья Конвей — Алан
- 1974 — Хождение по мукам (8 серия) — Герой
- 1976 — Дневник Карлоса Эспинолы — врач
- 1977 — Андрей Колобов — Дружинский
- 1977 — Завтра в семь — участие
- 1977 — Разлом — сигнальщик
- 1978 — Мелодии одной оперетты — Арчибальд
- 1978 — Мятежная баррикада — участие
- 1978 — Отец Сергий — капитан Шварц
- 1979 — Мэри Поппинс — мистер Бэнкс / король
- 1980 — Дом у кольцевой дороги — работник школы
- 1980 — Эскадрон гусар летучих — Эйхен
- 1980 — Незваный друг — гость у Грековых
- 1981 — Великий самоед — участие
- 1981 — Факты минувшего дня — участник совещания у Кряквина
- 1981 — Фронт в тылу врага — Мюллер
- 1981 — Хочу, чтоб он пришёл — собутыльник отца Витьки
- 1982 — Возвращение резидента — Фултон
- 1982 — Похождение графа Невзорова — Прилуков
- 1982 — Профессия—следователь — директор ресторана «Витязь»
- 1983 — Пробуждение — участие
- 1983 — Шёл четвёртый год войны — пленный майор
- 1984 — Зелёная комната — Уолтер Кеттл
- 1984 — Продлись, продлись, очерованье… — Вадим
- 1984 — ТАСС уполномочен заявить… — Евгений Никифорович Шаргин
- 1985 — Непохожая — отец Вадима
- 1986 — Без срока давности — участие
- 1986 — Накануне отъезда — Иванов
- 1986 — Я сделал всё, что смог — немецкий офицер
- 1987 — Вот такая история… — эпизод
- 1987 — Говори… — гость
- 1987 — Жил-был Шишлов — профессор Садофьев
- 1987 — Сын — экстрасенс Григорий
- 1988 — Белые вороны — фарцовщик
- 1990 — Привал странников — директор ресторана
- 1991 — Дело — чиновник
- 1991 — Дело Сухово-Кобылина — господин в театре
- 1991 — Чокнутые — игрок в английском клубе
- 1991 — Шальная баба — Седовласый
- 1991 — Штемп — Пактюшин
- 1992 — Баллада для Байрона — английский офицер
- 1993 — Кодекс бесчестия — Панин
- 1993 — Пруссак — барон Эйзен
- 1993 — Роль — американец
- 1993 — Русский роман — участие
- 1993 — Се ля ви — психолог
- 1993 — Чёрная акула — шеф ЦРУ
- 1994 — Наваждение — Композито
- 1994 — Письма в прошлую жизнь — Михалыч
- 1994—1997 — Мелочи жизни (52 и 73 серия) — Петренко
- 1998 — Хрусталёв, машину! — начальник ГПУ

### Озвучивание
1986 — Дверь — участие

## Звания и награды
- Заслуженный артист Российской Федерации (5 августа 1995)[2].

## Оценочные мнения
По мнению киноведа Алексея Тремасова, артист играл отрицательных героев, иностранцев, чиновников, людей благородного происхождения, в общем, всех тех, кто идеально подходил его актёрской индивидуальности.
Со слов киноведа, Мащенко умел дружить. Если было необходимо, мужчина готов был сделать всё для близких своих друзей и несмотря на кажущуюся открытость, общительность, Мащенко очень часто закрывался от других и при этом всегда оставался со всеми в хороших отношениях, располагая к себе и молодёжь, и более старшую аудиторию. Также актёр поддерживал творческую молодёжь, бесплатно участвовал в студенческих работах.
Первой ролью в театре Ермоловой стал Алан в пьесе Д. Пристли «Время и семья Конвей». Она во многом определила его актёрское амплуа: человек, не похожий на других, со сложным внутренним миром, иногда со странностями. Высокий рост и своеобразная внешность сузили социальное происхождение его героев. Часто это были иностранцы, интеллигенты, аристократы, которые получались у него одинаково убедительными, описывает Тремасов.
Коллеги по театру характеризуют его как фанатичного трудоголика, любимого всеми без исключения. Он умел быть внимательным, бесконфликтным. В своём ермоловским театре он был одним из самых востребованных актёров в репертуаре, также ситуация складывалась в кино. Его часто приглашали на незначительные роли и эпизоды, он часто соглашался, понимая, что потом могут не позвать, проинформировал киновед Тремасов.
Киновед пишет, что режиссёры, в основном, использовали его типажные данные, доверяя короткие появления в окружении главных героев.